# Darius Kampa
Darius Kampa (Kędzierzyn-Koźle, 16 de janeiro de 1977) é um ex-futebolista alemão que jogava na posição de goleiro.

## Carreira
Nascido em Kędzierzyn-Koźle, município polonês próximo à fronteira com a Tchéquia (seu prenome na língua local é Dariusz), o goleiro iniciou sua carreira profissional aos 18 anos, no Augsburg, onde atuava desde 1987 nas categorias de base. No FCA, disputou 58 jogos.
Contratado em 1998 pelo Nürnberg, chegou a ser o reserva imediato de Andreas Hilfiker, chegando a substituí-lo num jogo contra o Eintracht Frankfurt pela 6ª rodada da Bundesliga. Porém, foi rebaixado à terceira opção depois que o veterano Andreas Köpke voltou ao clube depois de 3 temporadas no Olympique de Marseille, mas voltou a ser o segundo goleiro após a saída de Hilfiker.
Com a aposentadoria de Köpke em 2001, Kampa virou titular do Nürnberg até 2004, quando transferiu-se para o Borussia Mönchengladbach. Nos Potros, o goleiro foi reserva imediato do norte-americano Kasey Keller e atuou em apenas 17 partidas - 16 em 2004–05 e uma em 2005–06, quando saiu da equipe. Na temporada 2006–07, teve curtas passagens por Zalaegerszegi TE (7 partidas) e Sturm Graz (não atuou) antes de voltar à Alemanha para defender o Unterhaching, onde se destacou ao levar os rubro-azuis à recém-fundada 3. Fußball-Liga (terceira divisão). 
Até 2011, Kampa jogou 143 jogos pelo Haching, não renovando seu contrato depois que a Assicurazioni Generali deixou de patrocinar o clube. Ele chegou a treinar com a equipe B do TSV 1860 München, porém encerrou a carreira no mesmo ano.
Desde 2013, trabalha como treinador de goleiros do Falke Markt Schwaben, equipe da Landesliga Bayern, uma das ligas amadoras que integram a quinta divisão nacional.

## Carreira internacional
Kampa atuou pelas seleções Sub-21 e olímpica da Alemanha entre 1997 e 1998.

## Títulos
Nürnberg
- 2. Bundesliga: 2 (2000–01, 2003–04)